# Portel (Brasile)
Portel è un comune del Brasile nello Stato del Pará, parte della mesoregione di Marajó e della microregione di Portel.